# Клепгем-Саут (станція метро)
51°27′10″ пн. ш. 0°08′52″ зх. д. / 51.452714° пн. ш. 0.147867° зх. д.
Клепгем-Саут (англ. Clapham South) — станція Північної лінії Лондонського метрополітену, розташована у районі Клепгем на межі 2-ї та 3-ї тарифних зон. В 2018 році пасажирообіг станції — 8.03 млн осіб
13 вересня 1926: відкриття станції у складі City & South London Railway.

## Пересадки
- на автобуси London Buses маршрутів: 50, 155, 249, 355, G1, 690 та нічний маршрут N155.